# Adenophora erysimoides
Adenophora erysimoides är en klockväxtart som först beskrevs av Lorenz Chrysanth von Vest och Schult., och fick sitt nu gällande namn av Takenoshin Nakai och Siro Kitamura. Adenophora erysimoides ingår i släktet kragklockor, och familjen klockväxter. Inga underarter finns listade i Catalogue of Life.